# Wereldkampioenschappen langlaufen
De wereldkampioenschappen langlaufen zijn een onderdeel van de wereldkampioenschappen noords skiën die sinds 1924 door de FIS worden georganiseerd. Tussen 1924 en 1939 werden de WK elk jaar georganiseerd, waarbij ze in Olympische jaren, samenvielen met de Spelen. Vanaf 1948 werd er om de twee jaar om de wereldtitels gestreden en sinds 1985 worden de wereldkampioenschappen noords skiën los van de Olympische Winterspelen georganiseerd.

## Mannen

### 18 km en 15 km
| Jaar                   | Stijl                                                       | Goud                                                        | Zilver                                                      | Brons                                                       |
| 18 km                  |                                                             |                                                             |                                                             |                                                             |
| 1925 Johannisbad       | Klassiek                                                    | Otakar Německý                                              | František Donth                                             | Josef Erleback                                              |
| 1926 Lahti             | Niet opgenomen in het programma van het wereldkampioenschap | Niet opgenomen in het programma van het wereldkampioenschap | Niet opgenomen in het programma van het wereldkampioenschap | Niet opgenomen in het programma van het wereldkampioenschap |
| 1927 Cortina d'Ampezzo | Klassiek                                                    | John Lindgren                                               | František Donth                                             | Viktor Schneider                                            |
| 17 km                  |                                                             |                                                             |                                                             |                                                             |
| 1929 Zakopane          | Klassiek                                                    | Veli Saarinen                                               | Anselm Knuuttila                                            | Hjalmar Bergström                                           |
| 1930 Oslo              | Klassiek                                                    | Arne Rustadstuen                                            | Trygve Brodahl                                              | Tauno Lappalainen                                           |
| 18 km                  |                                                             |                                                             |                                                             |                                                             |
| 1931 Oberhof           | Klassiek                                                    | Johan Grøttumsbråten                                        | Kristian Hovde                                              | Nils Svärd                                                  |
| 1933 Innsbruck         | Klassiek                                                    | Nils-Joel Englund                                           | Hjalmar Bergström                                           | Väinö Liikkanen                                             |
| 1934 Sollefteå         | Klassiek                                                    | Sulo Nurmela                                                | Veli Saarinen                                               | Martti Lappalainen                                          |
| 1935 Vysoké Tatry      | Klassiek                                                    | Klaes Karppinen                                             | Oddbjørn Hagen                                              | Olaf Hoffsbakken                                            |
| 1937 Chamonix          | Klassiek                                                    | Lars Bergendahl                                             | Kalle Jalkanen                                              | Pekka Niemi                                                 |
| 1938 Lahti             | Klassiek                                                    | Pauli Pitkänen                                              | Alfred Dahlqvist                                            | Kalle Jalkanen                                              |
| 1939 Zakopane          | Klassiek                                                    | Jussi Kurikkala                                             | Klaes Karppinen                                             | Carl Pahlin                                                 |
| 1950 Lake Placid       | Klassiek                                                    | Karl-Erik Åström                                            | Enar Josefsson                                              | Arnljot Nyaas                                               |
| 15 km                  |                                                             |                                                             |                                                             |                                                             |
| 1954 Falun             | Klassiek                                                    | Veikko Hakulinen                                            | Arvo Viitanen                                               | August Kiuru                                                |
| 1958 Lahti             | Klassiek                                                    | Veikko Hakulinen                                            | Pavel Koltsjin                                              | Anatoli Sjeljoechin                                         |
| 1962 Zakopane          | Klassiek                                                    | Assar Rönnlund                                              | Harald Grønningen                                           | Einar Østby                                                 |
| 1966 Oslo              | Klassiek                                                    | Gjermund Eggen                                              | Ole Ellefsæter                                              | Odd Martinsen                                               |
| 1970 Vysoké Tatry      | Klassiek                                                    | Lars-Göran Åslund                                           | Odd Martinsen                                               | Fjodor Simasjov                                             |
| 1974 Falun             | Klassiek                                                    | Magne Myrmo                                                 | Gerhard Grimmer                                             | Vasili Rotsjev                                              |
| 1978 Lahti             | Klassiek                                                    | Józef Łuszczek                                              | Jevgeni Beljajev                                            | Juha Mieto                                                  |
| 1982 Oslo              | Vrije stijl                                                 | Oddvar Brå                                                  | Aleksandr Zavjalov                                          | Harri Kirvesniemi                                           |
| 1985 Seefeld           | Klassiek                                                    | Kari Härkönen                                               | Thomas Wassberg                                             | Maurilio De Zolt                                            |
| 1987 Oberstdorf        | Klassiek                                                    | Marco Albarello                                             | Thomas Wassberg                                             | Michail Devjatjarov                                         |
| 1989 Lahti vrij        | Vrije stijl                                                 | Gunde Svan                                                  | Torgny Mogren                                               | Lars Håland                                                 |
| 1989 Lahti klassiek    | Vrije stijl                                                 | Harri Kirvesniemi                                           | Pål Gunnar Mikkelsplass                                     | Vegard Ulvang                                               |
| 1991 Val di Fiemme     | Vrije stijl                                                 | Bjørn Dæhlie                                                | Gunde Svan                                                  | Vladimir Smirnov                                            |
| 1993-1999              | Niet opgenomen in het programma van het wereldkampioenschap | Niet opgenomen in het programma van het wereldkampioenschap | Niet opgenomen in het programma van het wereldkampioenschap | Niet opgenomen in het programma van het wereldkampioenschap |
| 2001 Lahti             | Klassiek                                                    | Per Elofsson                                                | Mathias Fredriksson                                         | Odd-Bjørn Hjelmeset                                         |
| 2003 Val di Fiemme     | Klassiek                                                    | Axel Teichmann                                              | Jaak Mae                                                    | Frode Estil                                                 |
| 2005 Oberstdorf        | Vrije stijl                                                 | Pietro Piller Cottrer                                       | Fulvio Valbusa                                              | Tore Ruud Hofstad                                           |
| 2007 Sapporo           | Vrije stijl                                                 | Lars Berger                                                 | Leanid Karneyenka                                           | Tobias Angerer                                              |
| 2009 Liberec           | Klassiek                                                    | Andrus Veerpalu                                             | Lukáš Bauer                                                 | Matti Heikkinen                                             |
| 2011 Oslo              | Klassiek                                                    | Matti Heikkinen                                             | Eldar Rønning                                               | Martin Johnsrud Sundby                                      |
| 2013 Val di Fiemme     | Vrije stijl                                                 | Petter Northug                                              | Johan Olsson                                                | Tord Asle Gjerdalen                                         |
| 2015 Falun             | Vrije stijl                                                 | Johan Olsson                                                | Maurice Manificat                                           | Anders Gløersen                                             |
| 2017 Lathi             | Klassiek                                                    | Iivo Niskanen                                               | Martin Johnsrud Sundby                                      | Niklas Dyrhaug                                              |
| 2019 Seefeld           | Klassiek                                                    | Martin Johnsrud Sundby                                      | Aleksandr Bessmertnych                                      | Iivo Niskanen                                               |
| 2021 Oberstdorf        | Vrije stijl                                                 | Hans Christer Holund                                        | Simen Hegstad Krüger                                        | Harald Østberg Amundsen                                     |
| 2023 Planica           | Vrije stijl                                                 | Simen Hegstad Krüger                                        | Harald Østberg Amundsen                                     | Hans Christer Holund                                        |

### 50 km
| Jaar                   | Stijl       | Goud                 | Zilver                 | Brons                |
| ↓ Interval start ↓     |             |                      |                        |                      |
| 1925 Johannisbad       | Klassiek    | František Donth      | František Häckel       | Antonín Ettrich      |
| 1926 Lahti             | Klassiek    | Matti Raivio         | Tauno Lappalainen      | Olav Kjelbotn        |
| 1927 Cortina d'Ampezzo | Klassiek    | John Lindgren        | John Wikström          | František Donth      |
| 1929 Zakopane          | Klassiek    | Anselm Knuuttila     | Veli Saarinen          | Olle Hansson         |
| 1930 Oslo              | Klassiek    | Sven Utterström      | Arne Rustadstuen       | Adiel Paananen       |
| 1931 Oberhof           | Klassiek    | Ole Stenen           | Martin Peder Vangli    | Karl Lindberg        |
| 1933 Innsbruck         | Klassiek    | Veli Saarinen        | Sven Utterström        | Hjalmar Bergström    |
| 1934 Sollefteå         | Klassiek    | Elis Wiklund         | Nils-Joel Englund      | Olli Remes           |
| 1935 Vysoké Tatry      | Klassiek    | Nils-Joel Englund    | Klaes Karppinen        | Trygve Brodahl       |
| 1937 Chamonix          | Klassiek    | Pekka Niemi          | Klaes Karppinen        | Vincenzo Demetz      |
| 1938 Lahti             | Klassiek    | Kalle Jalkanen       | Alvar Rantalahti       | Lars Bergendahl      |
| 1939 Zakopane          | Klassiek    | Lars Bergendahl      | Klaes Karppinen        | Oscar Gjøslien       |
| 1950 Lake Placid       | Klassiek    | Gunnar Eriksson      | Enar Josefsson         | Nils Karlsson        |
| 1954 Falun             | Klassiek    | Vladimir Koezin      | Veikko Hakulinen       | Arvo Viitanen        |
| 1958 Lahti             | Klassiek    | Sixten Jernberg      | Veikko Hakulinen       | Arvo Viitanen        |
| 1962 Zakopane          | Klassiek    | Sixten Jernberg      | Assar Rönnlund         | Kalevi Hämäläinen    |
| 1966 Oslo              | Klassiek    | Gjermund Eggen       | Arto Tiainen           | Eero Mäntyranta      |
| 1970 Vysoké Tatry      | Klassiek    | Kalevi Oikarainen    | Vjatsjeslav Vedenin    | Gerhard Grimmer      |
| 1974 Falun             | Klassiek    | Gerhard Grimmer      | Stanislav Henych       | Thomas Magnusson     |
| 1978 Lahti             | Klassiek    | Sven-Åke Lundbäck    | Jevgeni Beljajev       | Jean-Paul Pierrat    |
| 1982 Oslo              | Klassiek    | Thomas Wassberg      | Joeri Boerlakov        | Lars-Erik Eriksen    |
| 1985 Seefeld           | Klassiek    | Gunde Svan           | Maurilio De Zolt       | Ove Aunli            |
| 1987 Oberstdorf        | Vrije stijl | Maurilio De Zolt     | Thomas Wassberg        | Torgny Mogren        |
| 1989 Lahti             | Vrije stijl | Gunde Svan           | Torgny Mogren          | Aleksej Prokoerorov  |
| 1991 Val di Fiemme     | Vrije stijl | Torgny Mogren        | Gunde Svan             | Maurilio De Zolt     |
| 1993 Falun             | Vrije stijl | Torgny Mogren        | Hervé Balland          | Bjørn Dæhlie         |
| 1995 Thunder Bay       | Vrije stijl | Silvio Fauner        | Bjørn Dæhlie           | Vladimir Smirnov     |
| 1997 Trondheim         | Klassiek    | Mika Myllylä         | Erling Jevne           | Bjørn Dæhlie         |
| 1999 Ramsau            | Klassiek    | Mika Myllylä         | Andrus Veerpalu        | Mikhail Botvinov     |
| 2001 Lahti             | Vrije stijl | Johann Mühlegg       | René Sommerfeldt       | Sergej Krijanin      |
| 2003 Val di Fiemme     | Vrije stijl | Martin Koukal        | Anders Södergren       | Jörgen Brink         |
| ↓ Massastart ↓         |             |                      |                        |                      |
| 2005 Oberstdorf        | Klassiek    | Frode Estil          | Anders Aukland         | Odd-Bjørn Hjelmeset  |
| 2007 Sapporo           | Klassiek    | Odd-Bjørn Hjelmeset  | Frode Estil            | Jens Filbrich        |
| 2009 Liberec           | Vrije stijl | Petter Northug       | Maksim Vylegsjanin     | Tobias Angerer       |
| 2011 Oslo              | Vrije stijl | Petter Northug       | Maksim Vylegsjanin     | Tord Asle Gjerdalen  |
| 2013 Val di Fiemme     | Klassiek    | Johan Olsson         | Dario Cologna          | Aleksej Poltoranin   |
| 2015 Falun             | Klassiek    | Petter Northug       | Lukáš Bauer            | Johan Olsson         |
| 2017 Lahti             | Vrije stijl | Alex Harvey          | Sergej Oestjoegov      | Matti Heikkinen      |
| 2019 Seefeld           | Vrije stijl | Hans Christer Holund | Aleksandr Bolsjoenov   | Sjur Røthe           |
| 2021 Oberstdorf        | Klassiek    | Emil Iversen         | Aleksandr Bolsjoenov   | Simen Hegstad Krüger |
| 2023 Planica           | Klassiek    | Pål Golberg          | Johannes Høsflot Klæbo | William Poromaa      |

50 km is een van de drie onderdelen die vanaf het begin van de wereldkampioenschappen noords skiën op het programma staan.

### 30 km (afgeschaft)
| Jaar               | Stijl                                                       | Goud                                                        | Zilver                                                      | Brons                                                       |
| ↓ Interval start ↓ |                                                             |                                                             |                                                             |                                                             |
| 1926 Lahti         | Klassiek                                                    | Matti Raivio                                                | Tauno Lappalainen                                           | Veli Saarinen                                               |
| 1927-1950          | Niet opgenomen in het programma van het wereldkampioenschap | Niet opgenomen in het programma van het wereldkampioenschap | Niet opgenomen in het programma van het wereldkampioenschap | Niet opgenomen in het programma van het wereldkampioenschap |
| 1954 Falun         | Klassiek                                                    | Vladimir Koezin                                             | Veikko Hakulinen                                            | Martti Lautala                                              |
| 1958 Lahti         | Klassiek                                                    | Kalevi Hämäläinen                                           | Pavel Koltsjin                                              | Sixten Jernberg                                             |
| 1962 Zakopane      | Klassiek                                                    | Eero Mäntyranta                                             | Janne Stefansson                                            | Giulio de Florian                                           |
| 1966 Oslo          | Klassiek                                                    | Eero Mäntyranta                                             | Kalevi Laurila                                              | Walter Demel                                                |
| 1970 Vysoké Tatry  | Klassiek                                                    | Vjatsjeslav Vedenin                                         | Gerhard Grimmer                                             | Odd Martinsen                                               |
| 1974 Falun         | Klassiek                                                    | Thomas Magnusson                                            | Juha Mieto                                                  | Jan Staszel                                                 |
| 1978 Lahti         | Klassiek                                                    | Sergej Saveljev                                             | Nikolaj Zimjatov                                            | Józef Łuszczek                                              |
| 1982 Oslo          | Vrije stijl                                                 | Thomas Eriksson                                             | Lars-Erik Eriksen                                           | Bill Koch                                                   |
| 1985 Seefeld       | Klassiek                                                    | Gunde Svan                                                  | Ove Aunli                                                   | Harri Kirvesniemi                                           |
| 1987 Oberstdorf    | Klassiek                                                    | Thomas Wassberg                                             | Aki Karvonen                                                | Christer Majbäck                                            |
| 1989 Lahti         | Klassiek                                                    | Vladimir Smirnov                                            | Vegard Ulvang                                               | Christer Majbäck                                            |
| 1991 Val di Fiemme | Klassiek                                                    | Gunde Svan                                                  | Vladimir Smirnov                                            | Vegard Ulvang                                               |
| 1993 Falun         | Klassiek                                                    | Bjørn Dæhlie                                                | Vegard Ulvang                                               | Vladimir Smirnov                                            |
| 1995 Thunder Bay   | Klassiek                                                    | Vladimir Smirnov                                            | Bjørn Dæhlie                                                | Aleksej Prokoerorov                                         |
| 1997 Trondheim     | Vrije stijl                                                 | Aleksej Prokoerorov                                         | Bjørn Dæhlie                                                | Thomas Alsgaard                                             |
| 1999 Ramsau        | Vrije stijl                                                 | Mika Myllylä                                                | Thomas Alsgaard                                             | Bjørn Dæhlie                                                |
| 2001 Lahti         | Klassiek                                                    | Andrus Veerpalu                                             | Frode Estil                                                 | Michail Ivanov                                              |
| ↓ Massastart ↓     |                                                             |                                                             |                                                             |                                                             |
| 2003 Val di Fiemme | Klassiek                                                    | Thomas Alsgaard                                             | Anders Aukland                                              | Frode Estil                                                 |

### 4 x 10 km estafette
| Jaar                                                  | Goud | Zilver                                                                                           | Brons |
| ↓ 4 x 10 km klassieke stijl ↓                         | |                                                                                                  | |
| 1933 Innsbruck                                        | Zweden Per-Erik Hedlund Sven Utterström Nils-Joel Englund Hjalmar Bergström                                                                                          | Tsjecho-Slowakije František Šimůnek Vladimír Novák Antonín Bartoň Cyril Musil                    | Oostenrijk Hugo Gstrein Hermann Gadner Balthasar Niederkofler Harald Paumgarten                                                                                 |
| 1934 Sollefteå                                        | Finland Sulo Nurmela Klaes Karppinen Martti Lappalainen Veli Saarinen                                                                                                | nazi-Duitsland Walter Motz Josef Schreiner Willy Bogner Herbert Leupold                          | Zweden Allan Karlsson Lars Theodor Jonsson Nils-Joel Englund Arthur Häggblad                                                                                    |
| 1935 Vysoké Tatry                                     | Finland Mikko Husu Klaes Karppinen Väinö Liikkanen Sulo Nurmela | Noorwegen Sverre Brodahl Bjarne Iversen Olaf Hoffsbakken Oddbjørn Hagen                          | Zweden Halvar Moritz Erik Larsson Martin Matsbo Nils-Joel Englund                                                                                               |
| 1937 Chamonix                                         | Noorwegen Annar Ryen Oskar Fredriksen Sigurd Røen Lars Bergendahl | Finland Pekka Niemi Klaes Karppinen Jussi Kurikkala Kalle Jalkanen                               | Italië Giulio Gerardi Aristide Compagnoni Silvio Confortola Vincenzo Demetz                                                                                     |
| 1938 Lahti                                            | Finland Jussi Kurikkala Martti Lauronen Pauli Pitkänen Klaes Karppinen                                                                                               | Noorwegen Ragnar Ringstad Olav Økern Arne Larsen Lars Bergendahl                                 | Zweden Sven Hansson Donald Johansson Sigurd Nilsson Martin Matsbo                                                                                               |
| 1939 Zakopane                                         | Finland Pauli Pitkänen Olavi Alakulppi Eino Olkinuora Klaes Karppinen                                                                                                | Zweden Alvar Hägglund Selm Stenvall John Westbergh Carl Pahlin                                   | Italië Aristide Compagnoni Severino Compagnoni Goffredo Baur Alberto Jammaron                                                                                   |
| 1950 Lake Placid                                      | Zweden Nils Täpp Karl-Erik Åström Martin Lundström Enar Josefsson | Finland Heikki Hasu Viljo Vellonen Paavo Lonkila August Kiuru                                    | Noorwegen Martin Stokken Eilert Dahl Kristian Bjørn Henry Hermansen                                                                                             |
| 1954 Falun                                            | Finland August Kiuru Tapio Mäkelä Arvo Viitanen Veikko Hakulinen | Sovjet-Unie Nikolaj Koslov Fjodor Terentjev Aleksej Koeznetsov Vladimir Koezin                   | Zweden Sune Larsson Sixten Jernberg Arthur Olsson Per-Erik Larsson                                                                                              |
| 1958 Lahti                                            | Zweden Sixten Jernberg Lennart Larsson Sture Grahn Per-Erik Larsson                                                                                                  | Sovjet-Unie Fjodor Terentjev Nikolaj Anikin Anatoli Sjeljoechin Pavel Koltsjin                   | Finland Kalevi Hämäläinen Arto Tiainen Arvo Viitanen Veikko Hakulinen                                                                                           |
| 1962 Zakopane                                         | Zweden Lars Olsson Sture Grahn Sixten Jernberg Assar Rönnlund | Finland Väinö Huhtala Kalevi Laurila Pentti Pesonen Eero Mäntyranta                              | Sovjet-Unie Ivan Oetrobin Pavel Koltsjin Aleksej Koeznetsov Gennadi Vaganov                                                                                     |
| 1966 Oslo                                             | Noorwegen Odd Martinsen Harald Grønningen Ole Ellefsæter Gjermund Eggen                                                                                              | Finland Kalevi Oikarainen Hannu Taipale Kalevi Laurila Eero Mäntyranta                           | Italië Giulio de Florian Franco Nones Gianfranco Stella Franco Manfroi                                                                                          |
| 1970 Vysoké Tatry                                     | Sovjet-Unie Vladimir Voronkov Valeri Tarakanov Fjodor Simasjov Vjatsjeslav Vedenin                                                                                   | Duitse Democratische Republiek Gerd Hessler Axel Lesser Gerhard Grimmer Gert-Dietmar Klause      | Zweden Ove Lestander Jan Halvarsson Ingvar Sandström Lars-Göran Åslund                                                                                          |
| 1974 Falun                                            | Duitse Democratische Republiek Gerd Hessler Dieter Meinel Gerhard Grimmer Gert-Dietmar Klause                                                                        | Sovjet-Unie Ivan Garanin Fjodor Simasjov Vasili Rotsjev Joeri Skobov                             | Noorwegen Magne Myrmo Odd Martinsen Ivar Formo Oddvar Brå |
| 1978 Lahti                                            | Zweden Sven-Åke Lundbäck Christer Johansson Tommy Limby Thomas Magnusson                                                                                             | Finland Esko Lähtevänoja Juha Mieto Pertti Teurajärvi Matti Pitkänen                             | Noorwegen Lars-Erik Eriksen Ove Aunli Ivar Formo Oddvar Brå |
| 1982 Oslo                                             | Noorwegen Lars-Erik Eriksen Ove Aunli Pål Gunnar Mikkelsplass Oddvar Brå samen met Sovjet-Unie Vladimir Nikitin Aleksandr Batjoek Joeri Boerlakov Aleksandr Zavjalov |                                                                                                  | Finland Kari Härkönen Aki Karvonen Harri Kirvesniemi Juha Mieto samen met Duitse Democratische Republiek Uwe Bellmann Uwe Wünsch Stefan Schicker Frank Schröder |
| 1985 Seefeld                                          | Noorwegen Arild Monsen Pål Gunnar Mikkelsplass Tor Håkon Holte Ove Aunli                                                                                             | Italië Marco Albarello Giorgio Vanzetta Maurilio De Zolt Giuseppe Ploner                         | Zweden Erik Östlund Thomas Wassberg Thomas Eriksson Gunde Svan                                                                                                  |
| 1987 Oberstdorf                                       | Zweden Erik Östlund Gunde Svan Thomas Wassberg Torgny Mogren | Sovjet-Unie Aleksandr Batjoek Vladimir Smirnov Michail Devjatjarov Vladimir Sachnov              | Noorwegen Ove Aunli Vegard Ulvang Pål Gunnar Mikkelsplass Terje Langli                                                                                          |
| 1989 Lahti                                            | Zweden Christer Majbäck Gunde Svan Lars Håland Torgny Mogren | Finland Aki Karvonen Harri Kirvesniemi Kari Ristanen Jari Räsänen                                | Tsjecho-Slowakije Ladislav Švanda Martin Petrášek Radim Nyč Václav Korunka                                                                                      |
| 1991 Val di Fiemme                                    | Noorwegen Øyvind Skaanes Terje Langli Vegard Ulvang Bjørn Dæhlie | Zweden Thomas Eriksson Christer Majbäck Gunde Svan Torgny Mogren                                 | Finland Mika Kuusisto Harri Kirvesniemi Jari Isometsä Jari Räsänen                                                                                              |
| 1993 Falun                                            | Noorwegen Sture Sivertsen Vegard Ulvang Terje Langli Bjørn Dæhlie | Italië Maurilio De Zolt Marco Albarello Giorgio Vanzetta Silvio Fauner                           | Rusland Andrej Kirilov Igor Badamtsjin Aleksej Prokoerorov Michail Botvinov                                                                                     |
| 1995 Thunder Bay                                      | Noorwegen Sture Sivertsen Erling Jevne Bjørn Dæhlie Thomas Alsgaard                                                                                                  | Finland Karri Hietamäki Harri Kirvesniemi Jari Räsänen Jari Isometsä                             | Italië Fulvio Valbusa Marco Albarello Fabio Maj Silvio Fauner                                                                                                   |
| 1997 Trondheim                                        | Noorwegen Sture Sivertsen Erling Jevne Bjørn Dæhlie Thomas Alsgaard                                                                                                  | Finland Harri Kirvesniemi Mika Myllylä Jari Räsänen Jari Isometsä                                | Italië Giorgio Di Centa Silvio Fauner Pietro Piller Cottrer Fulvio Valbusa                                                                                      |
| ↓ 2 x 10 km klassieke stijl + 2 x 10 km vrije stijl ↓ | |                                                                                                  | |
| 1999 Ramsau                                           | Oostenrijk Markus Gandler Alois Stadlober Mikhail Botvinov Christian Hoffmann                                                                                        | Noorwegen Espen Bjervig Erling Jevne Bjørn Dæhlie Thomas Alsgaard                                | Italië Giorgio Di Centa Fabio Maj Fulvio Valbusa Silvio Fauner                                                                                                  |
| 2001 Lahti                                            | Noorwegen Frode Estil Odd-Bjørn Hjelmeset Thomas Alsgaard Tor Arne Hetland                                                                                           | Zweden Urban Lindgren Mathias Fredriksson Magnus Ingesson Per Elofsson                           | Duitsland Jens Filbrich Andreas Schlütter Ron Spanuth René Sommerfeldt                                                                                          |
| 2003 Val di Fiemme                                    | Noorwegen Anders Aukland Frode Estil Tore Ruud Hofstad Thomas Alsgaard                                                                                               | Duitsland Jens Filbrich Andreas Schlütter René Sommerfeldt Axel Teichmann                        | Zweden Anders Södergren Per Elofsson Mathias Fredriksson Jörgen Brink                                                                                           |
| 2005 Oberstdorf                                       | Noorwegen Odd-Bjørn Hjelmeset Frode Estil Lars Berger Tore Ruud Hofstad                                                                                              | Duitsland Jens Filbrich Andreas Schlütter Tobias Angerer Axel Teichmann                          | Rusland Nikolaj Pankratov Vasili Rotsjev Jevgeni Dementjev Nikolaj Bolsjakov                                                                                    |
| 2007 Sapporo                                          | Noorwegen Eldar Rønning Odd-Bjørn Hjelmeset Lars Berger Petter Northug                                                                                               | Rusland Nikolai Pankratov Vasili Rotsjev Alekandr Legkov Jevgeni Dementjev                       | Zweden Martin Larsson Mathias Fredriksson Marcus Hellner Anders Södergren                                                                                       |
| 2009 Liberec                                          | Noorwegen Eldar Rønning Odd-Bjørn Hjelmeset Tore Ruud Hofstad Petter Northug                                                                                         | Duitsland Jens Filbrich Tobias Angerer Franz Göring Axel Teichmann                               | Finland Matti Heikkinen Sami Jauhojärvi Teemu Kattilakoski Ville Nousiainen                                                                                     |
| 2011 Oslo                                             | Noorwegen Martin Johnsrud Sundby Eldar Rønning Tord Asle Gjerdalen Petter Northug                                                                                    | Zweden Daniel Rickardsson Johan Olsson Anders Södergren Marcus Hellner                           | Duitsland Jens Filbrich Axel Teichmann Franz Göring Tobias Angerer                                                                                              |
| 2013 Val di Fiemme                                    | Noorwegen Tord Asle Gjerdalen Eldar Rønning Sjur Røthe Petter Northug                                                                                                | Zweden Daniel Richardsson Johan Olsson Marcus Hellner Calle Halfvarsson                          | Rusland Evgeniy Belov Maxim Vylegzhanin Alexander Legkov Sergey Ustiugov                                                                                        |
| 2015 Falun                                            | Noorwegen Niklas Dyrhaug Didrik Tønseth Anders Gløersen Petter Northug                                                                                               | Zweden Daniel Richardsson Johan Olsson Marcus Hellner Calle Halfvarsson                          | Frankrijk Jean-Marc Gaillard Maurice Manificat Robin Duvillard Adrien Backscheider                                                                              |
| 2017 Lathi                                            | Noorwegen Didrik Tønseth Niklas Dyrhaug Martin Johnsrud Sundby Finn Hågen Krogh                                                                                      | Rusland Andrej Larkov Aleksandr Bessmertnych Aleksej Tsjervotkin Sergej Oestjoegov               | Zweden Daniel Richardsson Johan Olsson Marcus Hellner Calle Halfvarsson                                                                                         |
| 2019 Seefeld                                          | Noorwegen Emil Iversen Martin Johnsrud Sundby Sjur Røthe Johannes Høsflot Klæbo                                                                                      | Rusland Andrej Larkov Aleksandr Bessmertnych Aleksandr Bolsjoenov Sergej Oestjoegov              | Frankrijk Adrien Backscheider Maurice Manificat Clément Parisse Richard Jouve                                                                                   |
| 2021 Oberstdorf                                       | Noorwegen Pål Golberg Emil Iversen Hans Christer Holund Johannes Høsflot Klæbo                                                                                       | Russische skifederatie Aleksej Tsjervotkin Ivan Jakimoesjkin Artjom Maltsev Aleksandr Bolsjoenov | Frankrijk Hugo Lapalus Maurice Manificat Clément Parisse Jules Lapierre                                                                                         |
| 2023 Planica                                          | Noorwegen Pål Golberg Simen Hegstad Krüger Hans Christer Holund Johannes Høsflot Klæbo                                                                               | Finland Ristomatti Hakola Iivo Niskanen Perttu Hyvärinen Niko Anttola                            | Duitsland Albert Kuchler Janosch Brugger Jonas Dobler Friedrich Moch                                                                                            |

### 10 km (afgeschaft)
| Jaar               | Stijl    | Goud             | Zilver              | Brons               |
| 1991 Val di Fiemme | Klassiek | Terje Langli     | Christer Majbäck    | Torgny Mogren       |
| 1993 Falun         | Klassiek | Sture Sivertsen  | Vladimir Smirnov    | Vegard Ulvang       |
| 1995 Thunder Bay   | Klassiek | Vladimir Smirnov | Bjørn Dæhlie        | Mika Myllylä        |
| 1997 Trondheim     | Klassiek | Bjørn Dæhlie     | Aleksej Prokoerorov | Mika Myllylä        |
| 1999 Ramsau        | Klassiek | Mika Myllylä     | Alois Stadlober     | Odd-Bjørn Hjelmeset |

### Dubbele achtervolging/Skiatlon
| Jaar                                                                                  | Goud                 | Zilver                 | Brons                  |
| 10 km klassiek interval start + 15 km vrije stijl achtervolging. Verschillende dagen. |                      |                        |                        |
| 1993 Falun                                                                            | Bjørn Dæhlie         | Vladimir Smirnov       | Silvio Fauner          |
| 1995 Thunder Bay                                                                      | Vladimir Smirnov     | Silvio Fauner          | Jari Isometsä          |
| 1997 Trondheim                                                                        | Bjørn Dæhlie         | Mika Myllylä           | Aleksej Prokoerorov    |
| 1999 Ramsau                                                                           | Thomas Alsgaard      | Mika Myllylä           | Fulvio Valbusa         |
| 10 km klassiek interval start + 10 km vrije stijl achtervolging. Dezelfde dag.        |                      |                        |                        |
| 2001 Lahti                                                                            | Per Elofsson         | Johann Mühlegg         | Vitali Denisov         |
| 10 km klassiek massastart; daarna 10 km vrije stijl achtervolging                     |                      |                        |                        |
| 2003 Val di Fiemme                                                                    | Per Elofsson         | Tore Ruud Hofstad      | Jörgen Brink           |
| 15 km klassiek massastart; daarna 15 km vrije stijl achtervolging                     |                      |                        |                        |
| 2005 Oberstdorf                                                                       | Vincent Vittoz       | Giorgio Di Centa       | Frode Estil            |
| 2007 Sapporo                                                                          | Axel Teichmann       | Tobias Angerer         | Pietro Piller Cottrer  |
| 2009 Liberec                                                                          | Petter Northug       | Anders Södergren       | Giorgio Di Centa       |
| 2011 Oslo                                                                             | Petter Northug       | Maxim Vylegzhanin      | Ilja Tsjernoesov       |
| 2013 Val di Flemme                                                                    | Dario Cologna        | Martin Johnsrud Sundby | Sjur Røthe             |
| 2015 Falun                                                                            | Maksim Vylegsjanin   | Dario Cologna          | Alex Harvey            |
| 2017 Lathi                                                                            | Sergej Oestjoegov    | Martin Johnsrud Sundby | Finn Hågen Krogh       |
| 2019 Seefeld                                                                          | Sjur Røthe           | Aleksandr Bolsjoenov   | Martin Johnsrud Sundby |
| 2021 Oberstdorf                                                                       | Aleksandr Bolsjoenov | Simen Hegstad Krüger   | Hans Christer Holund   |
| 2023 Planica                                                                          | Simen Hegstad Krüger | Johannes Høsflot Klæbo | Sjur Røthe             |

### Individuele sprint
| Jaar               | Stijl       | Goud                   | Zilver              | Brons                  |
| 2001 Lahti         | Vrije stijl | Tor Arne Hetland       | Cristian Zorzi      | Håvard Solbakken       |
| 2003 Val di Fiemme | Vrije stijl | Thobias Fredriksson    | Håvard Bjerkeli     | Tor Arne Hetland       |
| 2005 Oberstdorf    | Klassiek    | Vasili Rotsjev         | Tor Arne Hetland    | Thobias Fredriksson    |
| 2007 Sapporo       | Klassiek    | Jens Arne Svartedal    | Mats Larsson        | Eldar Rønning          |
| 2009 Liberec       | Vrije stijl | Ola Vigen Hattestad    | Johan Kjølstad      | Nikolay Morilov        |
| 2011 Oslo          | Vrije stijl | Marcus Hellner         | Petter Northug      | Emil Jönsson           |
| 2013 Val di Flemme | Klassiek    | Nikita Krjoekov        | Petter Northug      | Alex Harvey            |
| 2015 Falun         | Klassiek    | Petter Northug         | Alex Harvey         | Ola Vigen Hattestad    |
| 2017 Lahti         | Vrije stijl | Federico Pellegrino    | Sergej Oestjoegov   | Johannes Høsflot Klæbo |
| 2019 Seefeld       | Vrije stijl | Johannes Høsflot Klæbo | Federico Pellegrino | Gleb Retivych          |
| 2021 Oberstdorf    | Klassiek    | Johannes Høsflot Klæbo | Erik Valnes         | Håvard Solås Taugbøl   |
| 2023 Planica       | Klassiek    | Johannes Høsflot Klæbo | Pål Golberg         | Jules Chappaz          |

### Teamsprint
| Jaar               | Stijl       | Goud                                          | Zilver                                          | Brons                                                     |
| 2005 Oberstdorf    | Vrije stijl | Noorwegen Tore Ruud Hofstad Tor Arne Hetland  | Duitsland Jens Filbrich Axel Teichmann          | Tsjechië Dušan Kožíšek Martin Koukal                      |
| 2007 Sapporo       | Vrije stijl | Italië Renato Pasini Cristian Zorzi           | Rusland Nikolaj Morilov Vasili Rotsjev          | Tsjechië Milan Šperl Dušan Kožíšek                        |
| 2009 Liberec       | Klassiek    | Noorwegen Ola Vigen Hattestad Johan Kjølstad  | Duitsland Tobias Angerer Axel Teichmann         | Finland Sami Jauhojärvi Ville Nousiainen                  |
| 2011 Oslo          | Klassiek    | Canada Devon Kershaw Alex Harvey              | Noorwegen Petter Northug Ola Vigen Hattestad    | Rusland Aleksandr Panzjinski Nikita Krjoekov              |
| 2013 Val di Flemme | Vrije stijl | Rusland Aleksej Petoechov Nikita Kriukov      | Zweden Marcus Hellner Emil Jönsson              | Kazachstan Nikolaj Tsjebotko Aleksej Poltoranin           |
| 2015 Falun         | Vrije stijl | Noorwegen Finn Hågen Krogh Petter Northug     | Rusland Aleksej Petoechov Nikita Krjoekov       | Italië Dietmar Nöckler Federico Pellegrino                |
| 2017 Lathi         | Klassiek    | Rusland Nikita Krjoekov Sergej Oestjoegov     | Italië Dietmar Nöckler Federico Pellegrino      | Finland Sami Jauhojärvi Iivo Niskanen                     |
| 2019 Seefeld       | Klassiek    | Noorwegen Emil Iversen Johannes Høsflot Klæbo | Rusland Gleb Retivych Aleksandr Bolsjoenov      | Italië Francesco De Fabiani Federico Pellegrino           |
| 2021 Oberstdorf    | Vrije stijl | Noorwegen Erik Valnes Johannes Høsflot Klæbo  | Finland Ristomatti Hakola Joni Mäki             | Russische skifederatie Aleksandr Bolsjoenov Gleb Retivych |
| 2023 Planica       | Vrije stijl | Noorwegen Pål Golberg Johannes Høsflot Klæbo  | Italië Francesco De Fabiani Federico Pellegrino | Frankrijk Renaud Jay Richard Jouve                        |

## Vrouwen

### 10 km
| Jaar               | Stijl                                                       | Goud                                                        | Zilver                                                      | Brons                                                       |
| 1954 Falun         | Klassiek                                                    | Ljoebov Kosireva                                            | Siiri Rantanen                                              | Mirja Hietamies                                             |
| 1958 Lahti         | Klassiek                                                    | Alevtina Koltsjina                                          | Ljoebov Kosireva                                            | Siiri Rantanen                                              |
| 1962 Zakopane      | Klassiek                                                    | Alevtina Koltsjina                                          | Maria Goesakova                                             | Radia Jerosjina                                             |
| 1966 Oslo          | Klassiek                                                    | Klavdija Bojarskich                                         | Alevtina Koltsjina                                          | Toini Gustafsson                                            |
| 1970 Vysoké Tatry  | Klassiek                                                    | Alevtina Oljoenina                                          | Marjatta Kajosmaa                                           | Galina Koelakova                                            |
| 1974 Falun         | Klassiek                                                    | Galina Koelakova                                            | Barbara Petzold                                             | Helena Takalo                                               |
| 1978 Lahti         | Klassiek                                                    | Zinaida Amosova                                             | Raisa Smetanina                                             | Hilkka Riihivuori                                           |
| 1982 Oslo          | Vrije stijl                                                 | Berit Aunli                                                 | Hilkka Riihivuori                                           | Květa Jeriová                                               |
| 1985 Seefeld       | Klassiek                                                    | Anette Bøe                                                  | Marja-Liisa Kirvesniemi                                     | Grete Ingeborg Nykkelmo                                     |
| 1987 Oberstdorf    | Klassiek                                                    | Anne Jahren                                                 | Marjo Matikainen                                            | Britt Pettersen                                             |
| 1989 Lahti         | Klassiek                                                    | Marja-Liisa Kirvesniemi                                     | Pirkko Määttä                                               | Marjo Matikainen                                            |
| 1989 Lahti         | Vrije stijl                                                 | Jelena Välbe                                                | Marjo Matikainen                                            | Tamara Tichonova                                            |
| 1991 Val di Fiemme | Vrije stijl                                                 | Jelena Välbe                                                | Marie-Helene Westin                                         | Tamara Tichonova                                            |
| 1993-1999          | Niet opgenomen in het programma van het wereldkampioenschap | Niet opgenomen in het programma van het wereldkampioenschap | Niet opgenomen in het programma van het wereldkampioenschap | Niet opgenomen in het programma van het wereldkampioenschap |
| 2001 Lahti         | Klassiek                                                    | Bente Skari                                                 | Olga Danilova                                               | Larisa Lazoetina                                            |
| 2003 Val di Fiemme | Klassiek                                                    | Bente Skari                                                 | Kristina Šmigun                                             | Hilde Gjermundshaug Pedersen                                |
| 2005 Oberstdorf    | Vrije stijl                                                 | Kateřina Neumannová                                         | Joelia Tsjepalova                                           | Marit Bjørgen                                               |
| 2007 Sapporo       | Vrije stijl                                                 | Kateřina Neumannová                                         | Olga Zavjalova                                              | Arianna Follis                                              |
| 2009 Liberec       | Klassiek                                                    | Aino-Kaisa Saarinen                                         | Marianna Longa                                              | Justyna Kowalczyk                                           |
| 2011 Oslo          | Klassiek                                                    | Marit Bjørgen                                               | Justyna Kowalczyk                                           | Aino-Kaisa Saarinen                                         |
| 2013 Val di Fiemme | Vrije stijl                                                 | Therese Johaug                                              | Marit Bjørgen                                               | Joelia Tsjekaleva                                           |
| 2015 Falun         | Vrije stijl                                                 | Charlotte Kalla                                             | Jessica Diggins                                             | Caitlin Gregg                                               |
| 2017 Lathi         | Klassiek                                                    | Marit Bjørgen                                               | Charlotte Kalla                                             | Astrid Uhrenholdt Jacobsen                                  |
| 2019 Seefeld       | Klassiek                                                    | Therese Johaug                                              | Frida Karlsson                                              | Ingvild Flugstad Østberg                                    |
| 2021 Oberstdorf    | Vrije stijl                                                 | Therese Johaug                                              | Frida Karlsson                                              | Ebba Andersson                                              |
| 2023 Planica       | Vrije stijl                                                 | Jessica Diggins                                             | Frida Karlsson                                              | Ebba Andersson                                              |

### 4 x 5 km estafette
| Jaar                                                | Goud                                                                                         | Zilver                                                                                            | Brons                                                                                    |
| 3 x 5 km estafette klassieke stijl                  |                                                                                              |                                                                                                   |                                                                                          |
| 1954 Falun                                          | Sovjet-Unie Ljoebov Kosireva Margarita Maslennikova Valentina Tsarjova                       | Finland Sirkka Polkunen Mirja Hietamies Siiri Rantanen                                            | Zweden Anna-Lisa Eriksson Märta Nordberg Sonja Edström                                   |
| 1958 Lahti                                          | Sovjet-Unie Radia Jerosjina Alevtina Koltsjina Ljoebov Kosireva                              | Finland Toini Mikkola-Pöysti Pirkko Korkee Siiri Rantanen                                         | Zweden Märta Nordberg Irma Johansson Sonja Edström                                       |
| 1962 Zakopane                                       | Sovjet-Unie Ljoebov Baranova Maria Goesakova Alevtina Koltsjina                              | Zweden Barbro Martinsson Britt Strandberg Toini Gustafsson                                        | Finland Siiri Rantanen Eeva Ruoppa Mirja Lehtonen                                        |
| 1966 Oslo                                           | Sovjet-Unie Klavdija Bojarskich Rita Atsjkina Alevtina Koltsjina                             | Noorwegen Ingrid Wigernæs Inger Aufles Berit Mørdre                                               | Zweden Barbro Martinsson Britt Strandberg Toini Gustafsson                               |
| 1970 Vysoké Tatry                                   | Sovjet-Unie Nina Fjodorova Galina Koelakova Alevtina Oljoenina                               | Duitse Democratische Republiek Gabriele Haupt Renata Fischer Anna Unger                           | Finland Senja Pusula Helena Takalo Marjatta Kajosmaa                                     |
| 4 x 5 km estafette klassieke stijl                  |                                                                                              |                                                                                                   |                                                                                          |
| 1974 Falun                                          | Sovjet-Unie Nina Fjodorova Nina Seljoenina Raisa Smetanina Galina Koelakova                  | Duitse Democratische Republiek Sigrun Krause Petra Hinze Barbara Petzold Veronika Schmidt         | Tsjecho-Slowakije Alena Bartošová Gabriela Sekajová Miroslava Jaškovská Blanka Paulů     |
| 1978 Lahti                                          | Finland Taina Impiö Marja-Liisa Hämäläinen Hilkka Riihivuori Helena Takalo                   | Duitse Democratische Republiek Marlies Rostock Birgit Schreiber Barbara Petzold Christel Meinel   | Sovjet-Unie Nina Rotsjeva Zinaida Amosova Raisa Smetanina Galina Koelakova               |
| 1982 Oslo                                           | Noorwegen Anette Bøe Inger Helene Nybråten Berit Aunli Britt Pettersen                       | Sovjet-Unie Ljoebov Ljadova Ljoebov Sabolotskaja Raisa Smetanina Galina Koelakova                 | Duitse Democratische Republiek Petra Sölter Carola Anding Barbara Petzold Veronika Hesse |
| 1985 Seefeld                                        | Sovjet-Unie Tamara Tichonova Raisa Smetanina Lilia Vasiltsjenko Anfisa Romanova              | Noorwegen Anette Bøe Anne Jahren Grete Ingeborg Nykkelmo Berit Aunli                              | Duitse Democratische Republiek Manuela Drescher Gaby Nestler Antje Misersky Ute Noack    |
| 1987 Oberstdorf                                     | Sovjet-Unie Antonina Ordina Nina Gavriljoek Larisa Ptitsyna Anfisa Reztsova                  | Noorwegen Marianne Dahlmo Nina Skeime Anne Jahren Anette Bøe                                      | Zweden Magdalena Wallin Karin Lamberg-Skog Annika Dahlmann Marie-Helene Westin           |
| 1989 Lahti                                          | Finland Pirkko Määttä Marja-Liisa Kirvesniemi Jaana Savolainen Marjo Matikainen              | Sovjet-Unie Joelia Sjamsjoerina Raisa Smetanina Tamara Tichonova Jelena Välbe                     | Noorwegen Inger Helene Nybråten Anne Jahren Nina Skeime Marianne Dahlmo                  |
| 1991 Val di Fiemme                                  | Sovjet-Unie Ljoebov Jegorova Raisa Smetanina Tamara Tichonova Jelena Välbe                   | Italië Bice Vanzetta Manuela Di Centa Gabriella Paruzzi Stefania Belmondo                         | Noorwegen Solveig Pedersen Inger Helene Nybråten Elin Nilsen Trude Dybendahl             |
| 1993 Falun                                          | Rusland Jelena Välbe Larisa Lazoetina Nina Gavriljoek Ljoebov Jegorova                       | Italië Gabriella Paruzzi Bice Vanzetta Manuela Di Centa Stefania Belmondo                         | Noorwegen Trude Dybendahl Inger Helene Nybråten Anita Moen Elin Nilsen                   |
| 1995 Thunder Bay                                    | Rusland Olga Danilova Jelena Välbe Larisa Lazoetina Nina Gavriljoek                          | Noorwegen Marit Mikkelsplass Inger Helene Nybråten Elin Nilsen Anita Moen-Guidon                  | Zweden Anna Frithioff Marie-Helene Westin Antonina Ordina Anette Fanqvist                |
| 1997 Trondheim                                      | Rusland Olga Danilova Larisa Lazoetina Nina Gavriljoek Jelena Välbe                          | Noorwegen Bente Martinsen Marit Mikkelsplass Elin Nilsen Trude Dybendahl Hartz                    | Finland Riikka Sirviö Tuulikki Pyykkönen Kati Pulkkinen Satu Salonen                     |
| ↓ 2 x 5 km klassieke stijl + 2 x 5 km vrije stijl ↓ |                                                                                              |                                                                                                   |                                                                                          |
| 1999 Ramsau                                         | Rusland Olga Danilova Larisa Lazoetina Anfisa Reztsova Nina Gavriljoek                       | Italië Sabina Valbusa Gabriella Paruzzi Antonella Confortola Stefania Belmondo                    | Duitsland Viola Bauer Ramona Roth Evi Sachenbacher Sigrid Wille                          |
| 2001 Lahti                                          | Rusland Olga Danilova Larisa Lazoetina Joelia Tsjepalova Nina Gavriljoek                     | Noorwegen Anita Moen Bente Skari Elin Nilsen Hilde Gjermundshaug Pedersen                         | Italië Gabriella Paruzzi Sabina Valbusa Stefania Belmondo Cristina Paluselli             |
| 2003 Val di Fiemme                                  | Duitsland Manuela Henkel Viola Bauer Claudia Künzel Evi Sachenbacher                         | Noorwegen Anita Moen Marit Bjørgen Hilde Gjermundshaug Pedersen Vibeke Skofterud                  | Rusland Natalja Korosteleva Olga Zavjalova Jelena Boeroekina Nina Gavriljoek             |
| 2005 Oberstdorf                                     | Noorwegen Vibeke Skofterud Hilde Gjermundshaug Pedersen Kristin Størmer Steira Marit Bjørgen | Rusland Larisa Koerkina Natalja Baranova-Masolkina Jevgenia Medvedeva-Arboezova Joelia Tsjepalova | Italië Gabriella Paruzzi Antonella Confortola Sabina Valbusa Arianna Follis              |
| 2007 Sapporo                                        | Finland Virpi Kuitunen Aino-Kaisa Saarinen Riitta-Liisa Roponen Pirjo Manninen               | Duitsland Stefanie Böhler Viola Bauer Claudia Künzel-Nystad Evi Sachenbacher-Stehle               | Noorwegen Vibeke Skofterud Marit Bjørgen Kristin Størmer Steira Astrid Jacobsen          |
| 2009 Liberec                                        | Finland Pirjo Muranen Virpi Kuitunen Riitta-Liisa Roponen Aino-Kaisa Saarinen                | Duitsland Katrin Zeller Evi Sachenbacher-Stehle Miriam Gössner Claudia Künzel-Nystad              | Zweden Lina Andersson Britta Norgren Anna Haag Charlotte Kalla                           |
| 2011 Oslo                                           | Noorwegen Vibeke Skofterud Therese Johaug Kristin Størmer Steira Marit Bjørgen               | Zweden Ida Ingemarsdotter Anna Haag Britta Johansson Norgren Charlotte Kalla                      | Finland Pirjo Muranen Aino-Kaisa Saarinen Riitta-Liisa Roponen Krista Lähteenmäki        |
| 2013 Val di Fiemme                                  | Noorwegen Heidi Weng Therese Johaug Kristin Størmer Steira Marit Bjørgen                     | Zweden Ida Ingemarsdotter Emma Wikén Anna Haag Charlotte Kalla                                    | Rusland Joelia Ivanova Alja Iksanova Maria Goesjtsjina Joelia Tsjekaleva                 |
| 2015 Falun                                          | Noorwegen Heidi Weng Therese Johaug Astrid Uhrenholdt Jacobsen Marit Bjørgen                 | Zweden Sofia Bleckur Charlotte Kalla Maria Rydqvist Stina Nilsson                                 | Finland Aino-Kaisa Saarinen Kerttu Niskanen Riitta-Liisa Roponen Krista Pärmäkoski       |
| 2017 Lathi                                          | Noorwegen Maiken Caspersen Falla Heidi Weng Astrid Uhrenholdt Jacobsen Marit Bjørgen         | Zweden Anna Haag Charlotte Kalla Ebba Andersson Stina Nilsson                                     | Finland Aino-Kaisa Saarinen Kerttu Niskanen Laura Mononen Krista Pärmäkoski              |
| 2019 Seefeld                                        | Zweden Ebba Andersson Frida Karlsson Charlotte Kalla Stina Nilsson                           | Noorwegen Heidi Weng Ingvild Flugstad Østberg Astrid Jacobsen Therese Johaug                      | Rusland Joelia Beloroekova Anastasia Sedova Anna Netsjajevskaja Natalja Neprjajeva       |
| 2021 Oberstdorf                                     | Noorwegen Tiril Udnes Weng Heidi Weng Therese Johaug Helene Marie Fossesholm                 | Russische skifederatie Jana Kirpitsjenko Joelia Stoepak Tatjana Sorina Natalja Neprjajeva         | Finland Jasmi Joensuu Johanna Matintalo Riitta-Liisa Roponen Krista Pärmäkoski           |
| 2023 Planica                                        | Noorwegen Tiril Udnes Weng Astrid Øyre Slind Ingvild Flugstad Østberg Anne Kjersti Kalvå     | Duitsland Laura Gimmler Katharina Hennig Pia Fink Victoria Carl                                   | Zweden Emma Ribom Ebba Andersson Frida Karlsson Maja Dahlqvist                           |

### 5 km (afgeschaft)
| Jaar               | Stijl                                                       | Goud                                                        | Zilver                                                      | Brons                                                       |
| 1962 Zakopane      | Klassiek                                                    | Alevtina Koltsjina                                          | Ljoebov Baranova                                            | Maria Goesakova                                             |
| 1966 Oslo          | Klassiek                                                    | Alevtina Koltsjina                                          | Klavdija Bojarskich                                         | Rita Atsjkina                                               |
| 1970 Vysoké Tatry  | Klassiek                                                    | Galina Koelakova                                            | Galina Piljoesjenko                                         | Nina Fjodorova                                              |
| 1974 Falun         | Klassiek                                                    | Galina Koelakova                                            | Blanka Paulů                                                | Raisa Smetanina                                             |
| 1978 Lahti         | Klassiek                                                    | Helena Takalo                                               | Hilkka Riihivuori                                           | Raisa Smetanina                                             |
| 1982 Oslo          | Vrije stijl                                                 | Berit Aunli                                                 | Hilkka Riihivuori                                           | Britt Pettersen                                             |
| 1985 Seefeld       | Klassiek                                                    | Anette Bøe                                                  | Marja-Liisa Hämäläinen                                      | Grete Ingeborg Nykkelmo                                     |
| 1987 Oberstdorf    | Klassiek                                                    | Marjo Matikainen                                            | Anfisa Reztsova                                             | Evi Kratzer                                                 |
| 1989 Lathi         | Niet opgenomen in het programma van het wereldkampioenschap | Niet opgenomen in het programma van het wereldkampioenschap | Niet opgenomen in het programma van het wereldkampioenschap | Niet opgenomen in het programma van het wereldkampioenschap |
| 1991 Val di Fiemme | Klassiek                                                    | Trude Dybendahl                                             | Marja-Liisa Kirvesniemi                                     | Manuela Di Centa                                            |
| 1993 Falun         | Klassiek                                                    | Larisa Lazoetina                                            | Ljoebov Jegorova                                            | Trude Dybendahl                                             |
| 1995 Thunder Bay   | Klassiek                                                    | Larisa Lazoetina                                            | Nina Gavriljoek                                             | Manuela Di Centa                                            |
| 1997 Trondheim     | Klassiek                                                    | Jelena Välbe                                                | Stefania Belmondo                                           | Olga Danilova                                               |
| 1999 Ramsau        | Klassiek                                                    | Bente Martinsen                                             | Olga Danilova                                               | Kateřina Neumannová                                         |

### 20 km en 30 km
| Jaar                       | Plaats        | Stijl       | Goud                                         | Zilver                                       | Brons                                        |
| ↓ 20 km (interval start) ↓ |               |             |                                              |                                              |                                              |
| 1978                       | Lahti         | Klassiek    | Zinaida Amosova                              | Helena Takalo                                |                                              |
| 1980                       | Falun         | Klassiek    | Veronika Hesse                               | Galina Koelakova                             | Raisa Smetanina                              |
| 1982                       | Oslo          | Klassiek    | Raisa Smetanina                              | Berit Aunli                                  | Hilkka Riihivuori                            |
| 1985                       | Seefeld       | Vrije stijl | Grete Ingeborg Nykkelmo                      | Britt Pettersen                              | Anette Bøe                                   |
| 1987                       | Oberstdorf    | Vrije stijl | Marie-Helene Westin                          | Anfisa Reztsova                              | Larisa Ptitsyna                              |
| ↓ 30 km (interval start)↓  |               |             |                                              |                                              |                                              |
| 1989                       | Lahti         | Vrije stijl | Jelena Välbe                                 | Larisa Lazoetina                             | Marjo Matikainen                             |
| 1991                       | Val di Fiemme | Klassiek    | Ljoebov Jegorova                             | Jelena Välbe                                 | Manuela Di Centa                             |
| 1993                       | Falun         | Vrije stijl | Stefania Belmondo                            | Manuela Di Centa                             | Ljoebov Jegorova                             |
| 1995                       | Thunder Bay   | Vrije stijl | Jelena Välbe                                 | Manuela Di Centa                             | Antonina Ordina                              |
| 1997                       | Trondheim     | Klassiek    | Jelena Välbe                                 | Stefania Belmondo                            | Marit Mikkelsplass                           |
| 1999                       | Ramsau        | Klassiek    | Larisa Lazoetina                             | Olga Danilova                                | Kristina Šmigun                              |
| 2001                       | Lahti         | Vrije stijl | Afgelast vanwege te lage temperatuur (-23°C) | Afgelast vanwege te lage temperatuur (-23°C) | Afgelast vanwege te lage temperatuur (-23°C) |
| 2003                       | Val di Fiemme | Vrije stijl | Olga Zavjalova                               | Jelena Boeroechina                           | Kristina Šmigun                              |
| ↓ 30 km (massastart) ↓     |               |             |                                              |                                              |                                              |
| 2005                       | Oberstdorf    | Klassiek    | Marit Bjørgen                                | Virpi Kuitunen                               | Natalja Baranova-Masolkina                   |
| 2007                       | Sapporo       | Klassiek    | Virpi Kuitunen                               | Kristin Størmer Steira                       | Therese Johaug                               |
| 2009                       | Liberec       | Vrije stijl | Justyna Kowalczyk                            | Jevgenia Medvedeva-Arboezova                 | Valentina Sjevtsjenko                        |
| 2011                       | Oslo          | Vrije stijl | Therese Johaug                               | Marit Bjørgen                                | Justyna Kowalczyk                            |
| 2013                       | Val di Fiemme | Klassiek    | Marit Bjørgen                                | Justyna Kowalczyk                            | Therese Johaug                               |
| 2015                       | Falun         | Klassiek    | Therese Johaug                               | Marit Bjørgen                                | Charlotte Kalla                              |
| 2017                       | Lahti         | Vrije stijl | Marit Bjørgen                                | Heidi Weng                                   | Astrid Uhrenholdt Jacobsen                   |
| 2019                       | Seefeld       | Vrije stijl | Therese Johaug                               | Ingvild Flugstad Østberg                     | Frida Karlsson                               |
| 2021                       | Oberstdorf    | Klassiek    | Therese Johaug                               | Heidi Weng                                   | Frida Karlsson                               |
| 2023                       | Planica       | Klassiek    | Ebba Andersson                               | Anne Kjersti Kalvå                           | Frida Karlsson                               |

### 15 km (afgeschaft)
| Jaar               | Stijl       | Goud              | Zilver                  | Brons                 |
| 1989 Lahti         | Klassiek    | Marjo Matikainen  | Marja-Liisa Kirvesniemi | Pirkko Määttä         |
| 1991 Val di Fiemme | Klassiek    | Jelena Välbe      | Trude Dybendahl         | Stefania Belmondo     |
| 1993 Falun         | Klassiek    | Jelena Välbe      | Marja-Liisa Kirvesniemi | Marjut Rolig          |
| 1995 Thunder Bay   | Klassiek    | Larisa Lazoetina  | Jelena Välbe            | Inger Helene Nybråten |
| 1997 Trondheim     | Vrije stijl | Jelena Välbe      | Stefania Belmondo       | Kateřina Neumannová   |
| 1999 Ramsau        | Vrije stijl | Stefania Belmondo | Kristina Šmigun         | Maria Theurl          |
| 2001 Lahti         | Klassiek    | Bente Skari       | Olga Danilova           | Kaisa Varis           |
| 2003 Val di Fiemme | Klassiek    | Bente Skari       | Kristina Šmigun         | Olga Zavjalova        |

### Dubbele achtervolging/Skiatlon
| Jaar                                                                                 | Goud              | Zilver                     | Brons                   |
| 5 km klassiek interval start + 10 km vrije stijl achtervolging (verschillende dagen) |                   |                            |                         |
| 1993 Falun                                                                           | Stefania Belmondo | Larisa Lazoetina           | Ljoebov Jegorova        |
| 1995 Thunder Bay                                                                     | Larisa Lazoetina  | Nina Gavriljoek            | Olga Danilova           |
| 1997 Trondheim                                                                       | Jelena Välbe      | Stefania Belmondo          | Nina Gavriljoek         |
| 1999 Ramsau                                                                          | Stefania Belmondo | Nina Gavriljoek            | Irina Terelia Taranenko |
| 5 km klassiek interval start + 5 km vrije stijl achtervolging (dezelfde dag)         |                   |                            |                         |
| 2001 Lahti                                                                           | Virpi Kuitunen    | Larisa Lazoetina           | Olga Danilova           |
| 5 km klassiek massastart, daarna 5 km vrije stijl achtervolging                      |                   |                            |                         |
| 2003 Val di Fiemme                                                                   | Kristina Šmigun   | Evi Sachenbacher           | Olga Zavjalova          |
| 7.5 km klassiek massastart, daarna 7.5 km vrije stijl achtervolging                  |                   |                            |                         |
| 2005 Oberstdorf                                                                      | Joelia Tsjepalova | Marit Bjørgen              | Kristin Størmer Steira  |
| 2007 Sapporo                                                                         | Olga Zavjalova    | Kateřina Neumannová        | Kristin Størmer Steira  |
| 2009 Liberec                                                                         | Justyna Kowalczyk | Kristin Størmer Steira     | Aino-Kaisa Saarinen     |
| 2011 Oslo                                                                            | Marit Bjørgen     | Justyna Kowalczyk          | Therese Johaug          |
| 2013 Val di Flemme                                                                   | Marit Bjørgen     | Therese Johaug             | Heidi Weng              |
| 2015 Falun                                                                           | Therese Johaug    | Astrid Uhrenholdt Jacobsen | Charlotte Kalla         |
| 2017 Lathi                                                                           | Marit Bjørgen     | Krista Parmakoski          | Charlotte Kalla         |
| 2019 Seefeld                                                                         | Therese Johaug    | Ingvild Flugstad Østberg   | Natalja Neprjajeva      |
| 2021 Oberstdorf                                                                      | Therese Johaug    | Frida Karlsson             | Ebba Andersson          |
| 2023 Planica                                                                         | Ebba Andersson    | Frida Karlsson             | Astrid Øyre Slind       |

### Individuele sprint
| Jaar               | Stijl       | Goud                   | Zilver                 | Brons                        |
| 2001 Lahti         | Vrije stijl | Pirjo Manninen         | Kati Sundqvist         | Joelia Tsjepalova            |
| 2003 Val di Fiemme | Vrije stijl | Marit Bjørgen          | Claudia Künzel         | Hilde Gjermundshaug Pedersen |
| 2005 Oberstdorf    | Klassiek    | Emilie Öhrstig         | Lina Andersson         | Sara Renner                  |
| 2007 Sapporo       | Klassiek    | Astrid Jacobsen        | Petra Majdič           | Virpi Kuitunen               |
| 2009 Liberec       | Vrije stijl | Arianna Follis         | Kikkan Randall         | Pirjo Muranen                |
| 2011 Oslo          | Vrije stijl | Marit Bjørgen          | Arianna Follis         | Petra Majdič                 |
| 2013 Val di Fiemme | Klassiek    | Marit Bjørgen          | Ida Ingemarsdotter     | Maiken Caspersen Falla       |
| 2015 Falun         | Klassiek    | Marit Bjørgen          | Stina Nilsson          | Maiken Caspersen Falla       |
| 2017 Lathi         | Vrije stijl | Maiken Caspersen Falla | Jessica Diggins        | Kikkan Randall               |
| 2019 Seefeld       | Vrije stijl | Maiken Caspersen Falla | Stina Nilsson          | Mari Eide                    |
| 2021 Oberstdorf    | Klassiek    | Jonna Sundling         | Maiken Caspersen Falla | Anamarija Lampič             |
| 2023 Planica       | Klassiek    | Jonna Sundling         | Emma Ribom             | Maja Dahlqvist               |

### Teamsprint
| Jaar               | Stijl       | Goud                                                      | Zilver                                                  | Brons                                                       |
| 2005 Oberstdorf    | Vrije stijl | Noorwegen Hilde Gjermundshaug Pedersen Marit Bjørgen      | Finland Riitta Liisa Lassila Pirjo Manninen             | Rusland Joelia Tsjepalova Alena Sidko                       |
| 2007 Sapporo       | Vrije stijl | Finland Riitta-Liisa Roponen Virpi Kuitunen               | Duitsland Evi Sachenbacher-Stehle Claudia Künzel-Nystad | Noorwegen Astrid Jacobsen Marit Bjørgen                     |
| 2009 Liberec       | Klassiek    | Finland Aino-Kaisa Saarinen Virpi Kuitunen                | Zweden Anna Olsson Lina Andersson                       | Italië Arianna Follis Marianna Longa                        |
| 2011 Oslo          | Klassiek    | Zweden Ida Ingemarsdotter Charlotte Kalla                 | Finland Aino-Kaisa Saarinen Krista Lähteenmäki          | Noorwegen Maiken Caspersen Falla Astrid Uhrenholdt Jacobsen |
| 2013 Val di Flemme | Vrije stijl | Verenigde Staten Jessica Diggins Kikkan Randall           | Zweden Charlotte Kalla Ida Ingemarsdotter               | Finland Riikka Sarasoja-Lilja Krista Lahteenmäki            |
| 2015 Falun         | Vrije stijl | Noorwegen Ingvild Flugstad Østberg Maiken Caspersen Falla | Zweden Ida Ingemarsdotter Stina Nilsson                 | Polen Justyna Kowalczyk Sylwia Jaśkowiec                    |
| 2017 Lathi         | Klassiek    | Noorwegen Heidi Weng Maiken Caspersen Falla               | Rusland Joelia Beloroekova Natalja Matvejeva            | Verenigde Staten Sadie Bjornsen Jessica Diggins             |
| 2019 Seefeld       | Klassiek    | Zweden Stina Nilsson Maja Dahlqvist                       | Slovenië Katja Višnar Anamarija Lampič                  | Noorwegen Ingvild Flugstad Østberg Maiken Caspersen Falla   |
| 2021 Oberstdorf    | Vrije stijl | Zweden Maja Dahlqvist Jonna Sundling                      | Zwitserland Laurien van der Graaff Nadine Fähndrich     | Slovenië Eva Urevc Anamarija Lampič                         |
| 2023 Planica       | Vrije stijl | Zweden Emma Ribom Jonna Sundling                          | Noorwegen Anne Kjersti Kalvå Tiril Udnes Weng           | Verenigde Staten Jessica Diggins Julia Kern                 |

## Medailleklassement

### Mannen
Stand na wereldkampioenschappen langlaufen 2023.
| Plaats             | Land                                     | Goud | Zilver | Brons | Totaal |
| 1                  | Noorwegen                                | 68   | 44     | 49    | 161    |
| 2                  | Zweden                                   | 38   | 29     | 29    | 96     |
| 3                  | Finland                                  | 30   | 31     | 29    | 90     |
| 4                  | Rusland (1993–heden)                     | 7    | 15     | 12    | 34     |
| 5                  | Sovjet-Unie (1954–91)                    | 7    | 13     | 7     | 27     |
| 6                  | Italië                                   | 6    | 10     | 16    | 32     |
| 7                  | Kazachstan (1993–heden)                  | 3    | 2      | 4     | 9      |
| 8                  | Duitsland (1925-39, 1991-heden)          | 2    | 8      | 7     | 17     |
| 9                  | Tsjecho-Slowakije (1925–91)              | 2    | 5      | 4     | 11     |
| 10                 | Duitse Democratische Republiek (1954-89) | 2    | 3      | 2     | 7      |
| 11                 | Estland (1938, 1993–heden)               | 2    | 2      | 0     | 4      |
| 12                 | Canada                                   | 2    | 1      | 2     | 5      |
| 13                 | Frankrijk                                | 1    | 2      | 6     | 9      |
| 14                 | Tsjechië (1993–heden)                    | 1    | 2      | 2     | 5      |
| 15                 | Russische Ski Federatie (2021)           | 1    | 2      | 1     | 4      |
| 16                 | Zwitserland                              | 1    | 2      | 0     | 3      |
| 17                 | Oostenrijk                               | 1    | 1      | 2     | 4      |
| 18                 | Spanje                                   | 1    | 1      | 0     | 2      |
| 19                 | Polen                                    | 1    | 0      | 2     | 3      |
| 20                 | Wit-Rusland (1993–heden)                 | 0    | 1      | 0     | 1      |
| 21                 | Verenigde Staten                         | 0    | 0      | 1     | 1      |
| 21                 | Bondsrepubliek Duitsland (1954-89)       | 0    | 0      | 1     | 1      |
| Totaal (22 landen) | Totaal (22 landen)                       | 176  | 174    | 176   | 526    |

### Vrouwen
Stand na wereldkampioenschappen langlaufen 2021.
| Plaats             | Land                                     | Goud | Zilver | Brons | Totaal |
| 1                  | Noorwegen                                | 48   | 26     | 31    | 105    |
| 2                  | Sovjet-Unie (1954–91)                    | 27   | 15     | 12    | 54     |
| 3                  | Rusland (1993–heden)                     | 19   | 17     | 17    | 53     |
| 4                  | Finland                                  | 14   | 20     | 23    | 57     |
| 5                  | Zweden                                   | 12   | 20     | 19    | 51     |
| 6                  | Italië                                   | 5    | 11     | 8     | 24     |
| 7                  | Verenigde Staten                         | 2    | 3      | 4     | 9      |
| 8                  | Polen                                    | 2    | 3      | 3     | 8      |
| 9                  | Tsjechië (1993–heden)                    | 2    | 1      | 2     | 5      |
| 10                 | Duitsland (1991-heden)                   | 1    | 6      | 1     | 8      |
| 11                 | Duitse Democratische Republiek (1954-89) | 1    | 4      | 2     | 7      |
| 12                 | Estland (1993–heden)                     | 1    | 3      | 2     | 6      |
| 13                 | Slovenië (1993–heden)                    | 0    | 2      | 3     | 5      |
| 14                 | Tsjecho-Slowakije (1954–91)              | 0    | 1      | 2     | 3      |
| 15                 | Zwitserland                              | 0    | 1      | 1     | 2      |
| 16                 | Russische Ski Federatie (2021)           | 0    | 1      | 0     | 1      |
| 17                 | Oekraïne (1993–heden)                    | 0    | 0      | 2     | 2      |
| 18                 | Oostenrijk                               | 0    | 0      | 1     | 1      |
| 18                 | Canada                                   | 0    | 0      | 1     | 1      |
| Totaal (19 landen) | Totaal (19 landen)                       | 134  | 134    | 134   | 402    |